# Natação no Campeonato Europeu de Esportes Aquáticos de 2012 - 50 m costas masculino
A prova dos 50 metros costas masculino da natação no Campeonato Europeu de Esportes Aquáticos de 2012 ocorreu entre os dias 23 e 24 de maio em Debrecen na Hungria. 

## Calendário
| Fase          | Data       | Hora  |
| ------------- | ---------- | ----- |
| Eliminatórias | 23 de maio | 10:37 |
| Semifinal     | 23 de maio | 18:37 |
| Final         | 24 de maio | 18:19 |

Todos os horários estão no horário local (UTC+1)

## Recordes
Antes desta competição, os recordes eram os seguintes:
| Recorde mundial       | Liam Tancock    | 24.04 | Roma      | 2 de agosto de 2009  |
| Recorde europeu       | Liam Tancock    | 24.04 | Roma      | 2 de agosto de 2009  |
| Recorde do campeonato | Camille Lacourt | 24.07 | Budapeste | 12 de agosto de 2010 |

## Medalhistas
| Ouro                  | Prata               | Bronze                                                       |
| Jonatan Kopelev (ISR) | Mirco Di Tora (ITA) | Dorian Gandin (FRA) · Guy Barnea (ISR) · Richárd Bohus (HUN) |

## Resultados

### Eliminatórias
Esses foram os resultados das eliminatórias. 
| Pos. | Bateria | Raia | Nadador                   | Nacionalidade | Tempo | Notas            |
| ---- | ------- | ---- | ------------------------- | ------------- | ----- | ---------------- |
| 1    | 6       | 3    | Mirco Di Tora             | Itália        | 25.18 | Q                |
| 2    | 6       | 5    | Jonatan Kopelev           | Israel        | 25.24 | Q                |
| 3    | 6       | 6    | Dorian Gandin             | França        | 25.40 | Q                |
| 4    | 6       | 4    | Guy Barnea                | Israel        | 25.44 | Q                |
| 5    | 4       | 5    | Aristeidis Grigoriadis    | Grécia        | 25.46 | Q                |
| 6    | 6       | 2    | Pavel Sankovich           | Bielorrússia  | 25.49 | Q,               |
| 7    | 4       | 7    | Christian Diener          | Alemanha      | 25.52 | Q                |
| 8    | 5       | 3    | Stefano Mauro Pizzamiglio | Itália        | 25.59 | Q                |
| 9    | 5       | 4    | Helge Meeuw               | Alemanha      | 25.62 | Q                |
| 10   | 5       | 7    | Lavrans Solli             | Noruega       | 25.67 | Q,               |
| 11   | 5       | 6    | Richárd Bohus             | Hungria       | 25.68 | Q                |
| 12   | 4       | 3    | Juan Miguel Rando Galvez  | Espanha       | 25.71 | Q                |
| 13   | 5       | 5    | Vitaly Borisov            | Rússia        | 25.78 | Q                |
| 14   | 6       | 1    | David Gamburg             | Israel        | 25.86 |                  |
| 15   | 4       | 6    | Karl Burdis               | Irlanda       | 25.87 | Q                |
| 16   | 5       | 8    | Alexis Manacas Santos     | Portugal      | 25.88 | Q,               |
| 17   | 4       | 4    | Flori Lang                | Suíça         | 25.94 | Q                |
| 18   | 6       | 7    | Matteo Milli              | Itália        | 25.99 |                  |
| 19   | 5       | 2    | Sebastiano Ranfagni       | Itália        | 26.06 |                  |
| 20   | 3       | 6    | Jonathan Massacand        | Suíça         | 26.13 |                  |
| 21   | 3       | 4    | Jakub Jasiński            | Polónia       | 26.24 |                  |
| 22   | 3       | 2    | Martin Zhelev             | Bulgária      | 26.26 | Recorde nacional |
| 23   | 4       | 1    | Olexandr Isakov           | Ucrânia       | 26.30 |                  |
| 24   | 2       | 5    | Martin Baďura             | Chéquia       | 26.31 | Recorde nacional |
| 25   | 3       | 5    | Ádám Szilágyi             | Hungria       | 26.32 |                  |
| 25   | 6       | 8    | Gábor Balog               | Hungria       | 26.32 |                  |
| 27   | 1       | 4    | Itai Chammha              | Israel        | 26.34 |                  |
| 28   | 4       | 2    | Andres Olvik              | Estónia       | 26.41 |                  |
| 29   | 2       | 6    | Mikhail Zvyagin           | Rússia        | 26.43 |                  |
| 30   | 2       | 3    | Konstantīns Blohins       | Letônia       | 26.47 |                  |
| 31   | 5       | 1    | Roko Šimunić              | Croácia       | 26.48 |                  |
| 32   | 3       | 8    | Matas Andriekus           | Lituânia      | 26.51 |                  |
| 33   | 2       | 7    | Pavels Vilcans            | Letônia       | 26.61 |                  |
| 34   | 3       | 1    | Sasa Gerbec               | Croácia       | 26.63 |                  |
| 35   | 4       | 8    | Mateusz Wysoczynski       | Polónia       | 26.64 |                  |
| 36   | 2       | 4    | Dominik Dür               | Áustria       | 26.69 |                  |
| 37   | 2       | 8    | Justinas Bilis            | Lituânia      | 26.98 |                  |
| 38   | 2       | 2    | Jean-François Schneiders  | Luxemburgo    | 27.00 |                  |
| 39   | 1       | 5    | Petar Petrović            | Sérvia        | 27.04 |                  |
| 39   | 3       | 3    | Mindaugas Sadauskas       | Lituânia      | 27.04 |                  |
| 41   | 2       | 1    | Lukas Räuftlin            | Suíça         | 27.22 |                  |
| 42   | 3       | 7    | Péter Bernek              | Hungria       | 28.34 |                  |
| 43   | 1       | 3    | Ari-Pekka Liukkonen       | Finlândia     | 28.53 |                  |

### Semifinal
Esses foram os resultados das semifinais. 
Semifinal 1
| Pos. | Raia | Nadador                   | Nacionalidade | Tempo | Notas |
| ---- | ---- | ------------------------- | ------------- | ----- | ----- |
| 1    | 4    | Jonatan Kopelev           | Israel        | 24.98 | Q     |
| 2    | 5    | Guy Barnea                | Israel        | 25.29 | Q     |
| 3    | 3    | Pavel Sankovich           | Bielorrússia  | 25.36 | Q, '  |
| 4    | 2    | Lavrans Solli             | Noruega       | 25.40 | Q,    |
| 5    | 6    | Stefano Mauro Pizzamiglio | Itália        | 25.54 |       |
| 6    | 8    | Flori Lang                | Suíça         | 25.75 |       |
| 7    | 1    | Karl Burdis               | Irlanda       | 25.78 |       |
| 8    | 7    | Juan Miguel Rando Galvez  | Espanha       | 25.88 |       |

Semifinal 2
| Pos. | Raia | Nadador                | Nacionalidade | Tempo | Notas |
| ---- | ---- | ---------------------- | ------------- | ----- | ----- |
| 1    | 4    | Mirco Di Tora          | Itália        | 25.23 | Q     |
| 2    | 3    | Aristeidis Grigoriadis | Grécia        | 25.29 | Q     |
| 3    | 7    | Richárd Bohus          | Hungria       | 25.36 | Q,    |
| 4    | 5    | Dorian Gandin          | França        | 25.39 | Q     |
| 5    | 6    | Christian Diener       | Alemanha      | 25.51 |       |
| 6    | 1    | Vitaly Borisov         | Rússia        | 25.70 |       |
| 7    | 2    | Helge Meeuw            | Alemanha      | 25.78 |       |
| 8    | 8    | Alexis Manacas Santos  | Portugal      | 26.01 |       |

### Final
Esse foi o resultado da final. 
| Pos.              | Raia | Nadador                | Nacionalidade | Tempo | Notas            |
| ----------------- | ---- | ---------------------- | ------------- | ----- | ---------------- |
| Medalha de ouro   | 4    | Jonatan Kopelev        | Israel        | 24.73 |                  |
| Medalha de prata  | 5    | Mirco Di Tora          | Itália        | 24.95 |                  |
| Medalha de bronze | 1    | Dorian Gandin          | França        | 25.14 |                  |
| Medalha de bronze | 3    | Guy Barnea             | Israel        | 25.14 |                  |
| Medalha de bronze | 7    | Richárd Bohus          | Hungria       | 25.14 | Recorde nacional |
| 6                 | 2    | Pavel Sankovich        | Bielorrússia  | 25.25 | Recorde nacional |
| 7                 | 8    | Lavrans Solli          | Noruega       | 25.28 | Recorde nacional |
| 8                 | 6    | Aristeidis Grigoriadis | Grécia        | 25.46 |                  |

Legenda
| Recorde mundial       | Recorde mundial (World record)               |                       | Recorde africano                      | Recorde africano (African) |                                           | Q | Classificado por posição (Qualified) |
| Recorde do campeonato | Recorde do campeonato (Championship record)  | Recorde da América    | Recorde da América (Americas)         | q                          | Classificado por melhor tempo (Qualified) |   |                                      |
| Melhor marca do ano   | Melhor marca do ano (World leading)          | Recorde asiático      | Recorde asiático (Asian)              | DNS                        | Não largou (Did not start)                |   |                                      |
| Recorde nacional      | Recorde nacional (National record)           | Recorde europeu       | Recorde europeu (European)            | DNF                        | Não terminou (Did not finish)             |   |                                      |
| Recorde pessoal       | Recorde pessoal do atleta (Personal best)    | Recorde da Oceania    | Recorde da Oceania (Oceania)          | DSQ / DQ                   | Desclassificado (Disqualified)            |   |                                      |
| Recorde da temporada  | Recorde da temporada do atleta (Season best) | Recorde sul-americano | Recorde sul-americano (South America) | NM                         | Sem marca (No mark)                       |   |                                      |